# 高洋 (演员)
高洋（1985年1月23日—），出生于辽宁省营口市，中国演员。出道初期与林申、杨洋、于小彤、徐海乔、蒋梦婕、李沁、闞清子、李依蔓、马晓灿为荣信达影视力捧演员。

## 經歷
高洋于1985年出生于辽宁省营口市，小学毕业后在营口市戏曲学校学习舞蹈，于2003年在该校毕业，后又就读于北京舞蹈学院2003級音乐剧系，并于2007年顺利毕业，毕业后，她参演了多部电视剧，2011年，高洋在该年度热播古装宫鬥大戏《美人心计》中饰演了单纯可爱，毫无心机的皇后薄巧慧，获得了观众的一致好评，因而走红，目前，高洋拍摄了多部电视剧，成为了中国娱乐圈中一颗耀眼的新星。

## 影视作品

### 电视剧
| 首播年份 | 剧名                       | 角色           | 备注                               |
| 2007年   | 《纯真年代》               | 何婷婷         |                                    |
| 2009年   | 《中国古代爱情故事新编》   | 女一号         |                                    |
| 2009年   | 《南城遗恨》               | 祁珊珊         |                                    |
| 2010年   | 《美人心计》               | 薄巧慧         |                                    |
| 2010年   | 《幸福一定强》             | 冯蓁蓁         |                                    |
| 2010年   | 《红楼梦》                 | 妙玉           |                                    |
| 2011年   | 《团圆》                   | 刘亚萍         |                                    |
| 2011年   | 《美人天下》               | 彩蝶郡主(客串) |                                    |
| 2011年   | 《姑苏十二娘》             | 绣娘知锦       |                                    |
| 2011年   | 《梨花泪》                 | 叶如云         |                                    |
| 2012年   | 《十五的月亮》             | 庞秀军         | 又名：《亲爱的你是兵》，2010年拍攝 |
| 2012年   | 《密战峨眉》               | 沈婕           |                                    |
| 2012年   | 《娘心计》                 | 贺菊生         |                                    |
| 2012年   | 《离婚前规则》             | 方婷           |                                    |
| 2013年   | 《王者清风》               | 李聪儿         |                                    |
| 2013年   | 《同在屋檐下》             | 李子萱         |                                    |
| 2013年   | 《保卫孙子》               | 王婷婷         |                                    |
| 2014年   | 《一代枭雄》               | 赵素影         |                                    |
| 2014年   | 《雪豹坚强岁月》           | 陈怡           |                                    |
| 2015年   | 《极品新娘》               | 王紫宓         |                                    |
| 2015年   | 《胜利之路》               | 田露           |                                    |
| 2016年   | 《手枪队》                 | 柳梦绮         |                                    |
| 2017年   | 《漂洋过海来看你》         | 严晓秋         |                                    |
| 2017年   | 《择天记》                 | 神女           | 客串                               |
| 2017年   | 《軒轅劍之漢之雲》         | 洛水女神       | 客串                               |
| 2018年   | 《延禧攻略》               | 乌雅青黛       | 客串                               |
| 2018年   | 《疯人院》                 | 苏丽珍         | 網絡劇                             |
| 2019年   | 《暴风骤雨》               | 韩秋草         | 2015年拍攝                         |
| 2019年   | 《我愛你，這是最好的安排》 | 陆蓁蓁         |                                    |
| 2020年   | 《大唐女法医》             | 殷渺渺         |                                    |
| 2022年   | 《尚食》                   | 李昭儀         |                                    |
| 2022年   | 《女士的法则》             | 鄭研           |                                    |
| 2022年   | 《大博弈》                 | 张曼丽         |                                    |
| 2022年   | 《灿烂的季节》             | 杨春柔         |                                    |
| 待播     | 《墨客行》                 |                | 2016年拍攝                         |

### 电影
- 不詳《兄弟》饰 依依
- 2009《旋律》饰 高洋
- 2016《爱情不等式》饰 张凤兮
- 2016《冒牌卧底》
- 2021《岁月忽已暮》(2016年拍攝)饰 田夏天
- 2024《狄仁杰之通天玄案 》(網絡電影)